# Слуховий апарат

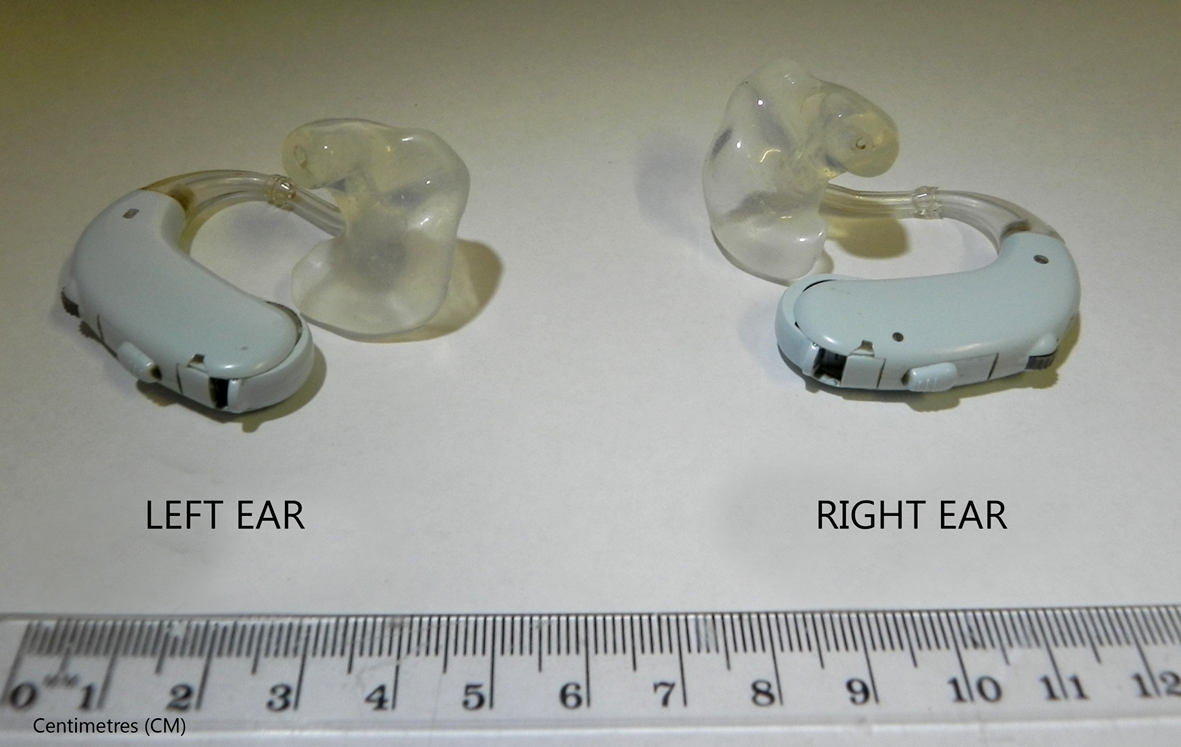
Завушні слухові апарати

Слуховий апарат —  електроакустичний прилад з мікрофоном і невеликим динаміком, призначений посилити і покращити звук для користувача. Застосовується для слухопротезування, тобто компенсації порушення слуху, яке вимірюється аудіометрією. 
Слухові апарати не здатні відновити слух — вони лише допомагають зробити звуки більш доступними. Неможливо й почати добре орієнтуватися в звуках одразу після купівлі та налаштування апаратів: необхідно пройти реабілітацію, щоб навчитися розпізнавати звуки.
Існує ще один вид слухопротезування — кохлеарна імплантація. Це зовсім інша технологія, яку не можна плутати зі слуховими апаратами, адже вона потребує оперативного втручання.

## Історія
Перші технічні рішення, призначені для підвищення порогу чутності, були суто акустичними і реалізувалися у вигляді ріжка, вузька частина якого вставлялася у вухо. Сьогодні слабочуючі та нечуючі мають можливість вибрати найоптимальніший для себе слуховий апарат з-посеред сотень різних варіантів та застосувати бінауральне (двовушне) слухопротезування. Клінічні дослідження довели, що двовушне слухопротезування дозволяє набагато ефективніше розпізнавати мовні звуки навіть якщо одне з вух має найглибший ступінь втрати слуху (V). Отже,  люди, що використовують два слухових апарати одночасно, можуть отримувати і розпізнавати набагато більше звукової інформації.

## Відомі виробники
До відомих і крупних виробників належать: Oticon, Starkey.

## Типи
Слухові апарати бувають:

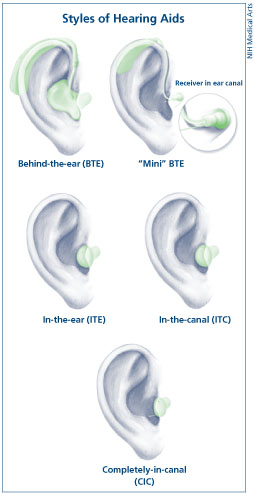
Ілюстрації різних типів слухових апаратів.

- кишенькові — дуже прості в управлінні, але досить незручні, адже вони громіздкі і мають обмежені можливості налаштування;
- завушні — найпопулярніший тип слухових протезів. Такі апарати компактні і ергономічні, зовні відносно невидимі (основна частина знаходиться за вухом). Внутрішня частина являє собою виготовлений за індивідуальним зліпком внутрішньовушний вкладень. Більшість моделей сучасних завушних слухових апаратів можна підключати до телевізора, телефону або приймача;
- внутрішньовушні — ті, що вставляються безпосередньо у вухо і не мають завушної частини. Вкладень мусить відтворювати форму вушної раковини, слухового проходу і зовнішнього вуха.

### Типи слухових апаратів Widex
- завушний слуховий апарат (ВТЕ)
- мікрофон у вушному каналі (RIC)
- внутрішньоканальний слуховий апарат (IIC)
- канальний слуховий апарат (CIC)
- напівканальний слуховий апарат (ITC)
- внутрішньовушний слуховий апарат (ITE)

## Показання
Для правильного підбору слухового апарату і оцінки можливостей слухопротезування потрібно провести аудіометрію. Аудіометрія фіксує рівень зниження слуху в децибелах. Чим вищим є цей рівень, тим більше показань до слухопротезування слуховими апаратами. Також показань більшає і при мінімальній втраті слуху, якщо людина вже починає відчувати складнощі з розумінням мови. Слухові апарати можна використовувати й за найбільшої втрати слуху, проте більшість держав рекомендує звернутися до кохлеарної імплантації, якщо втрата слуху є двосторонньою та більшою за 80-90 дБ (у такому разі слухові апарати рідко дозволяють добре розуміти усне мовлення).

## Як зрозуміти, наскільки добре слуховий апарат компенсує втрату слуху?
Чим меншою є втрата слуху та чим інтенсивнішою була реабілітація, тим більше шансів, що якісний слуховий апарат достатньо гідно компенсує втрату слуху. Після правильного підбору апаратів та реабілітації можна перевірити себе за такими питаннями:
- Чи розумію я більше 80% сказаного за мінімального зовнішнього шуму?
- Чи розумію я більше 60% сказаного за істотного зовнішнього шуму?
- Чи задоволений я своїм нинішнім соціальним життям?
- У чому мої можливості залишилися обмеженими, а в чому — розширилися?
- Чи достатньо добре я розумію електронний звук (телефон, телевізор тощо)?